# Муйне
Муйне (в'єт. Mũi Né, досл. «мис Уникнення») — прибережне рибальське містечко в південно-центральній провінції Біньтхуан, В'єтнам. Місто, у якому проживає близько 25 000 жителів, є передмістям міста Фантх'єт. Муйне та інші передмістя Фантх'єта простягаються уздовж узбережжя приблизно на 50 кілометрів і були перетворені на курортне місце з середини 1990-х, коли багато хто відвідував цю місцевість, щоб побачити сонячне затемнення 24 жовтня 1995 року. Туризм розвинувся в районі від центру міста Фантх'єт до Муйне, де є понад сотня пляжних курортів, а також ресторани, бари, магазини та кафе.

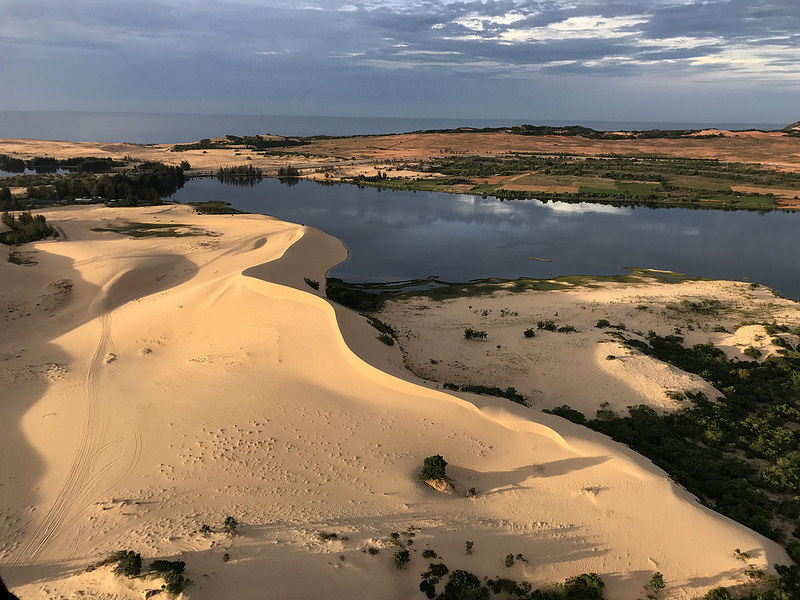
Білі дюни, вигляд з повітряної кулі

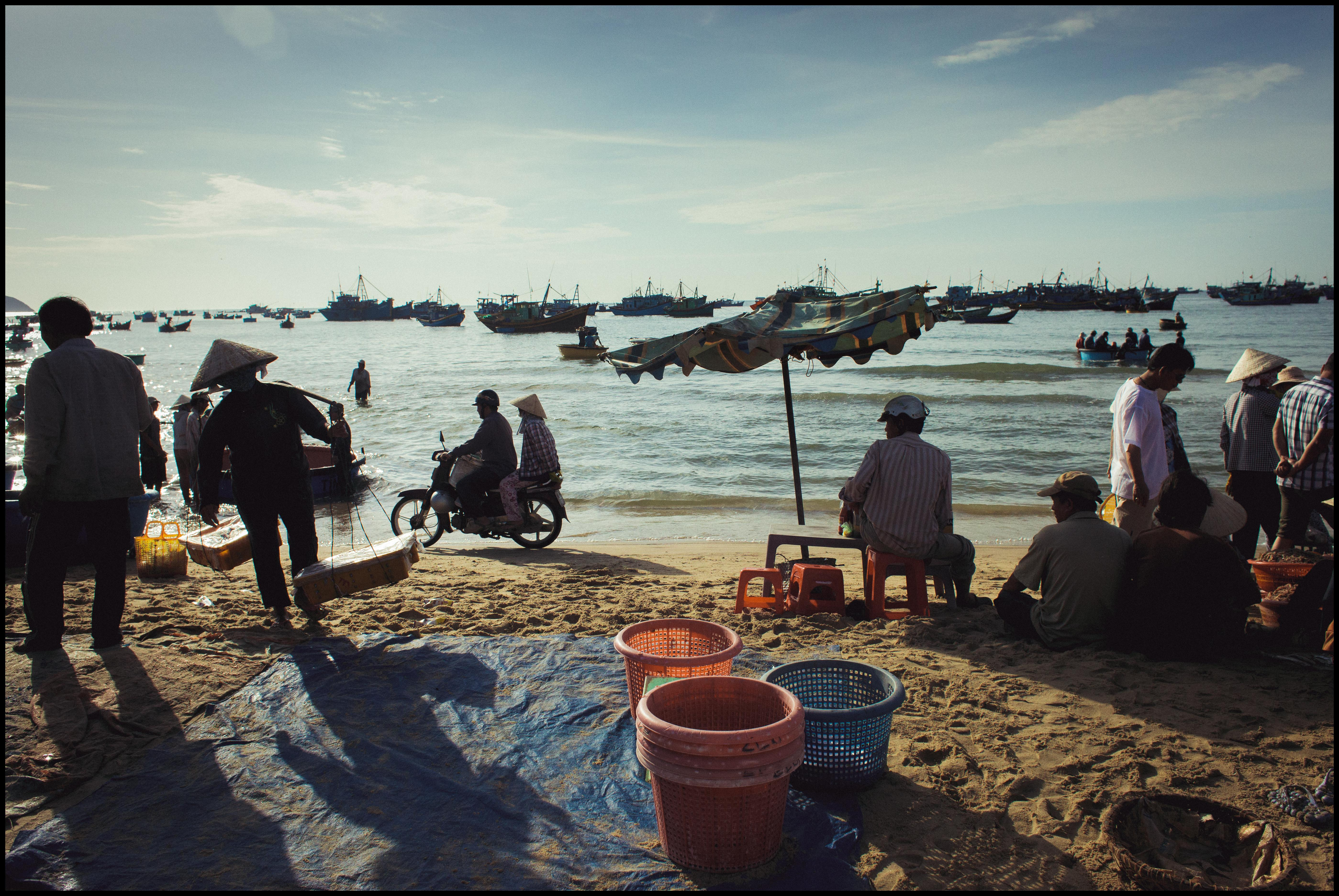
Прибережний ринок

| В'єтнам | Це незавершена стаття з географії В'єтнаму. Ви можете допомогти проєкту, виправивши або дописавши її. |